# 하비에르 레이나
하비에르 아를레이 레이나 칼보(Javier Arley Reina Calvo, 1989년 1월 4일 ~ )는 콜롬비아의 축구 선수이다.

## 축구인 경력

### 선수 경력
2005년 콜롬비아의 명문 구단 아메리카 데 칼리와 성인 계약을 체결하며 프로 무대에 첫 선을 보였다. 2007년엔 콜롬비아 청소년 대표팀에 선발되어 활약하기도 하였으며 이 활약을 바탕으로 브라질의 명문 구단 크루제이루에 입단하였다. 크루제이루에서 이파칭가, 세아라로 임대되어 활약하였고 2011년 전남 드래곤즈로 임대 이적하며 첫 해외 무대를 경험하게 되었다. 전남에서 리그 20경기 출전 3골이라는 준수한 기록을 남겼으나 1시즌 만에 팀을 떠났다.
2012년 성남 일화 천마로 임대되며 다시 K리그 무대를 밟아 20경기에 출전하여 5골을 기록하였으나 감독과의 불화 등으로 인해 팀을 떠났다. 곧바로 아르헨티나의 올림포에 입단하였고, 이듬해에는 미요나리오스에서 뛰었다.
2015년 7월 14일 전 소속팀 성남 FC로 복귀하였다. 제주와의 이적 후 두번째 경기에서 시즌 첫 득점을 신고하였으며, 이후에도 주전 윙어로 활약하며 반 시즌 간 1골 3도움을 기록하였다.